# 5915 Йосіхіро
5915 Йосіхіро (5915 Yoshihiro) — астероїд головного поясу, відкритий 9 березня 1991 року.
Тіссеранів параметр щодо Юпітера — 3,615.
Названо на честь Йосіхіро (яп. よしひろ(義弘)).